# 栗背短脚鹎
栗背短脚鹎（学名：Hemixos castanonotus）为鹎科短脚鹎属的鸟类，俗名灰短脚鹎海南亚种，是中国的特有物种。分布于海南等地。该物种的模式产地在海南岛中部，在香港，一年四季都可見到牠的蹤跡，以大埔滘為主要聚居點。